# Gizmondo
Il Gizmondo è una console portatile dotata di tecnologia GPRS e GPS prodotta dalla Tiger Telematics.
Il Gizmondo include un modulo GPS per consentire il funzionamento di programmi per la navigazione satellitare (come Autumn 2005) ma può essere utilizzato per giochi multiplayer che tengono conto della posizione reale dei contendenti.
La console è dotata anche di una piccola videocamera VGA montata posteriormente e può inviare messaggi SMS/MMS, chiamate vocali ed email. Può inoltre riprodurre MP3/WMA/WAV/MIDI, filmati WMV/MPEG-4 e diversi giochi tridimensionali.

## Storia
L'origine del Gizmondo risale al 2002, quando la Tiger Telematics iniziò a sviluppare un sistema GPS per tracciare gli spostamenti dei bambini in modo che i loro genitori sapessero sempre dove fossero. Resosi conto della difficoltà di far portare sempre a un bambino un sistema del genere, Carl Freer, fondatore dell'azienda, pensò di integrarci un sistema videoludico. Il lancio avvenne il 19 marzo 2005 con la partecipazione di star internazionali del calibro di Busta Rhymes, Pharrell Williams, Jamiroquai e Sting. Lo stesso giorno aprì il primo negozio Gizmondo a Regent Street, Londra.
I problemi iniziarono poco dopo: l'azienda, pagando cospicui stipendi e bonus ai suoi dipendenti e sperperando in pubblicità e feste milionarie, non riusciva a finanziare la produzione della propria console e a distribuirla negli scaffali dei negozi.
Nell'ottobre del 2005, l'Aftonbladet pubblicò un articolo in cui accusava Stefan Eriksson, uno dei dirigenti della compagnia, di aver avuto legami con la mafia svedese e, insieme a Carl Freer, di aver intascato illecitamente 3.5 milioni di dollari sotto il nome dello studio Northern Lights.
A seguito dello scandalo i due dettero le dimissioni ma il danno all'immagine della Tiger Telematics e della console era stato fatto. Inoltre, anche a causa di uno scarso supporto da parte di sviluppatori terzi e un parco titoli first party risicato, le vendite del Gizmondo non ingranavano.
Nel febbraio del 2006, dopo che Eriksson era rimasto coinvolto in un incidente automobilistico dalle dinamiche poco chiare, la console venne dismessa. In totale, aveva venduto solo 30.000 unità.

## Specifiche tecniche
- Processore: Samsung S3C2440
- RAM: 128 MB
- ROM: 64 MB
- Scheda video: NVIDIA GoForce 3D 4500
- Fotocamera: 1.3 megapixel
- OS: Windows CE .NET [4]